# Priscilla Tyler
Priscilla Cooper Tyler, född 1816, död 1889, var en USA:s första dam 1842–1844. Hon var svärdotter till president John Tyler och fungerade i rollen som hans första dam i offentlig representation. Hon beskrivs som vacker, extrovert, intelligent och kvick, och var den första dam som färdades med presidenten som officiell medlem av hans partiapparat. Hon var verksam som skådespelare 1833-1839, innan hon gifte sig med Tyler.